# Mesiotelus alexandrinus
Mesiotelus alexandrinus är en spindelart som först beskrevs av Simon 1880.  Mesiotelus alexandrinus ingår i släktet Mesiotelus och familjen månspindlar.
Artens utbredningsområde är Egypten. Inga underarter finns listade i Catalogue of Life.